# Liste des aéroports au Nouveau-Brunswick

Localisation du Nouveau-Brunswick au Canada.

Il s'agit d'une liste alphabétique des aéroports, des aérodromes et des héliports d'une province ou d'un territoire du Canada. Ils sont énumérés dans le format : 
1. Communauté
2. Nom de l'aéroport comme indiqué dans l'un des Supplément de vol-Canada (CSA) ou par l'autorité aéroportuaire, éventuellement suivi par d'autres nom,
3. Code OACI (Organisation de l'aviation civile internationale): ICAO en anglais
4. Code IATA (Association internationale du transport aérien)
5. Code Transports Canada Lieu identifiant (LID TC) : le « TC LID » est le « lieu d'identification » donné par Transports Canada, représentant le nom et le lieu d'un aéroport. C'est une aide de direction pour aider la circulation aérienne, les télécommunications et les programmes d'ordinateur.
6. Coordonnées géographiques de l'aéroport

Les aéroports qui font partie du réseau national des aéroports sont en caractères gras.

## Aéroports du Nouveau-Brunswick[1],[2]
| Ville                   | Nom de l'aéroport                            | ICAO | TC LID | IATA      | Longueur (ft) | Sorte de piste         |
| ----------------------- | -------------------------------------------- | ---- | ------ | --------- | ------------- | ---------------------- |
| Bathurst                | Aéroport de Bathurst                         | CZBF | ZBF    | Public    | 4,500         | Asphalte               |
| Boston Brook            | Aéroport de Boston Brook                     | CCJ3 |        | Privé     | 4,000         | gravier traité         |
| Bristol                 | Aéroport de Bristol                          | CDA6 |        | Privé     | 1,660         | Gazon                  |
| Brockway                | Aéroport de Brockway                         | CCX3 |        | Privé     | 4,000         | Gravier traité         |
| Bouctouche              | Aéroport de Bouctouche                       | CDT5 |        | Privé     | 5,021         | Asphalte               |
| Charlo                  | Aéroport de Charlo                           | CYCL | YCL    | Public    | 6,000         | Asphalte               |
| Chipman                 | Aéroport de Chipman                          | CCS4 |        | Privé     | 4,000         | Asphalte               |
| Clearwater              | Aéroport de Clearwater                       | CDJ4 |        | Privé     | 4,000         | Asphalte               |
| Doaktown                | Aéroport de Doaktown                         | CDU6 |        | Privé     | 3,998         | Asphalte               |
| Edmundston              | Aéroport d'Edmundston                        | CYES |        | Public    | 4,499         | Asphalte               |
| Edmundston              | Héliport de l'hôpital régional d'Edmundston  | CCY5 |        | Privé     |               |                        |
| Florenceville           | Aéroport de Florenceville                    | CCR3 |        | Privé     | 5,400         | Asphalte               |
| Fredericton             | Aéroport international de Frédéricton        | CYFC | YFC    | Public    | 8,005         | Asphalte               |
| Fredericton             | Scottsfield Airpark                          | CCF9 |        | Public    | 2,400         | Gazon                  |
| Fredericton             | Héliport de Fredericton (GRC)                | CRC2 |        | Privé     |               |                        |
| Grand Falls             | Aéroport de Grand Falls                      | CCK3 |        | Public    | 3,000         | Gazon/Gravier/Asphalte |
| Grand Manan             | Aéroport de Grand Manan                      | CCN2 |        | Public    | 3,000         | Asphalte               |
| Havelock                | Aéroport de Havelock                         | CCS5 |        | Public    | 2,860         | Gazon                  |
| Juniper                 | Aéroport de Juniper                          | CCE3 |        | Privé     | 4,000         | Asphalte               |
| Kent                    | Aéroport Upper Kent                          |      | CCH2   |           |               |                        |
| Keswick River           | Weyman Airpark                               | CCG3 |        | Public    | 3,000         | Sable/Gravier/Asphalte |
| Miramichi               | Aéroport de Miramichi                        | CYCH | YCH    | Public    | 5,899         | Asphalte               |
| Moncton                 | Aéroport international du Grand Moncton      | CYQM | YQM    | Public    | 8,000         | Asphalte               |
| Moncton                 | Aéroport de Moncton/McEwen                   | CCG4 |        | Privé     | 3,000         | Asphalte/Herbe         |
| Moncton                 | Héliport de Moncton/Sailsbury                | CDB5 |        | Public    |               |                        |
| Oromocto (CFB Gagetown) | Héliport de Gagetown                         | CYCX | YCX    | Militaire |               |                        |
| Pokemouche              | Aéroport de Pokemouche                       | CDA4 | N/A    | Public    | 3,000         | Asphalte               |
| Saint-Jean              | Aéroport de Saint-Jean                       | CYSJ | YSJ    | Public    | 7,000         | Asphalte               |
| Saint John              | Héliport de l'hôpital régional de Saint-Jean | CSN6 |        | Privé     |               |                        |
| St. Leonard             | Aérodrome de Saint-Léonard                   | CYSL | YSL    | Public    | 4,000         | Asphalte               |
| St. Stephen             | Aéroport de St. Stephen                      | CCS3 |        | Public    | 3,000         | Asphalte               |
| St-Quentin              | Aéroport de St-Quentin                       | CDC4 |        | Privé     | 3,000         | Gravier/Gazon          |
| Sevogle River           | Aéroport de Sevogle                          | CCM3 |        | Privé     | 3,100         | Gravier traité         |
| Shediac Bridge          | Aéroport de Shediac Bridge                   | CSB5 |        | Privé     | 2,750         | Gazon                  |
| Sussex                  | Aéroport de Sussex (Nouveau-Brunswick)       | CCY3 |        | Public    | 3,000         | Gravier traité         |
| Woodstock               | Aéroport de Woodstock                        | CCD3 |        | Public    | 3,000         | Chipseal/Gazon         |